# Благодатне (Кетрисанівська сільська громада)
Благодатне (до 17 лютого 2016 — Ку́йбишеве) — село в Україні, у Кетрисанівській сільській громаді Кропивницького району Кіровоградської області. Населення становить 712 осіб. Колишній центр Благодатненської сільської ради.
На південній околиці села бере початок річка Осиновата.

## Назва
До 2016 року село Благодатне носило назву Куйбишеве.

## Історія
Село належало до Бобринецького району до його ліквідації 17 липня 2020 року.

## Населення
Згідно з переписом УРСР 1989 року чисельність наявного населення села становила 768 осіб, з яких 383 чоловіки та 385 жінок.
За переписом населення України 2001 року в селі мешкало 708 осіб.

### Мова
Розподіл населення за рідною мовою за даними перепису 2001 року:
| Мова       | Відсоток |
| ---------- | -------- |
| українська | 93,40 %  |
| російська  | 5,62 %   |
| молдовська | 0,84 %   |